# Bistum Uije
Das Bistum Uije (lat.: Dioecesis Uiiensis) ist eine in Angola gelegene römisch-katholische Diözese mit Sitz in Uíge.

## Geschichte
Papst Paul VI. gründete das Bistum Carmona e São Salvador mit der Apostolischen Konstitution Apostolico officio  am 14. März 1967 aus Gebietsabtretungen des Erzbistums Luanda, dem es auch als Suffragandiözese unterstellt wurde.
Am 16. Mai 1979 nahm es den aktuellen Namen an. Am 7. November 1984 verlor es einen Teil seines Territoriums an das Bistum Mbanza Congo. Am 12. April 2011 wurde es Teil der Kirchenprovinz des Erzbistums Malanje.

## Ordinarien

### Bischof von Carmona e São Salvador
- José Francisco Moreira dos Santos OFMCap (14. März 1967 – 16. Mai 1979)

### Bischöfe von Uije
- José Francisco Moreira dos Santos OFMCap (16. Mai 1979 – 2. Februar 2008)
- Emílio Sumbelelo (2. Februar 2008 – 11. Februar 2019, dann Bischof von Viana)
- Joaquim Nhanganga Tyombe (seit 2. Februar 2021)

## Statistik
| Jahr | Bevölkerung | Bevölkerung | Bevölkerung | Priester     | Priester         | Priester       | Priester               | Ordensleute  | Ordensleute      | Pfarreien |
| Jahr | Katholiken  | Einwohner   | %           | Gesamtanzahl | Diözesanpriester | Ordenspriester | Katholiken je Priester | Ordensbrüder | Ordensschwestern | Pfarreien |
| ---- | ----------- | ----------- | ----------- | ------------ | ---------------- | -------------- | ---------------------- | ------------ | ---------------- | --------- |
| 1970 |             | 440.183     | 0,0         | 30           | 1                | 29             | 0                      | 38           | 52               | 3         |
| 1980 | 289.600     | 837.000     | 34,6        | 25           | 1                | 24             | 11.584                 | 31           | 38               | 18        |
| 1990 | 419.906     | 1.252.473   | 33,5        | 29           | 7                | 22             | 14.479                 | 36           | 64               | 15        |
| 2000 | 558.908     | 1.412.118   | 39,6        | 28           | 14               | 14             | 19.961                 | 20           | 85               | 15        |
| 2004 | 566.713     | 1.290.000   | 43,9        | 43           | 26               | 17             | 13.179                 | 23           | 82               | 16        |
| 2010 | 813.000     | 1.588.000   | 51,2        | 50           | 35               | 15             | 16.260                 | 25           | 66               | 20        |
| 2020 | 1.346.201   | 2.096.000   | 64,2        | 60           | 41               | 19             | 22.436                 | 23           | 84               | 24        |